# 邁爾斯·鮑威爾
邁爾斯·布萊克·鮑威爾（英語：Myles Blake Powell，1997年7月7日—）為美國男子籃球運動員，現效力於中国男子篮球职业联赛青岛国信海天。
鮑威爾來自新泽西州特伦顿，高中四年分別就讀了麥德福理工和翠登天主教學院，2015年7月決定離開新泽西州到康乃狄克州就讀南肯特預科學校，2015年9月決定2017年進入薛顿贺尔大学就學，大學四年下來鮑威爾總計攻下2252分，位居校史總得分榜第三，參加2020年NBA選秀但落選以後與纽约尼克斯簽約。
2022年7月，東亞超級聯賽湾区翼龙宣布鮑威爾加盟事宜。鮑威爾代表湾区翼龙出賽10場PBA委員盃，繳出場均35.6分、8.1籃板、3.2助攻、1.6阻攻的表現。2023年9月，中国男子篮球职业联赛青岛国信海天宣布簽下鮑威爾。2023-24賽季鮑威爾出賽46場例行賽，場均上場29.7分鐘，可挹注25.5分、7.1籃板、6.3助攻。2024年9月，青岛国信海天與鮑威爾完成續約。2024年12月8日，青岛国信海天表示鮑威爾因傷暫時離隊返回美國。12月10日，青岛国信海天取消註冊鮑威爾。2025年2月4日，鮑威爾重返中國大陸青岛。2月28日，青岛国信海天完成註冊鮑威爾。

## 外部連結
- 邁爾斯·鮑威爾在fiba.basketball（英语）
- 邁爾斯·鮑威爾在NBA（英语）
- 邁爾斯·鮑威爾在中国男子篮球职业联赛
- 邁爾斯·鮑威爾在Basketball-Reference.com（NBA）（英语）
- 邁爾斯·鮑威爾在Basketball-Reference.com（NBA G聯盟）（英语）
- 邁爾斯·鮑威爾在Basketball-Reference.com（國際）（英语）
- 邁爾斯·鮑威爾在Sports-Reference.com（NCAA）（英语）
- 邁爾斯·鮑威爾在Eurobasket.com（球員）（英语）
- 邁爾斯·鮑威爾在Proballers（英语）
- 邁爾斯·鮑威爾在RealGM（英语）
- 邁爾斯·鮑威爾在中国篮球数据库
- 邁爾斯·鮑威爾在Flashscore（英语）